# Decalogo 4
Decalogo 4 è il quarto dei dieci mediometraggi realizzati dal regista Krzysztof Kieślowski per la TV ed ispirati ai dieci comandamenti.

## Trama
(Quarto comandamento)
È il lunedì di Pasqua, ed una tradizione polacca vuole che in famiglia ci si faccia un piccolo scherzo: tirarsi dell'acqua addosso. Così Anka sveglia suo padre, e poi lui le tirerà dell'acqua addosso più tardi.
È il ritratto casalingo di un padre e di una figlia. Lei, giovane studentessa all'Accademia d'Arte Drammatica, lui che viaggia spesso, forse per lavoro. Ma l'ordine delle cose viene subito scosso quando Anka trova una busta in un cassetto, dove il padre ha scritto "da aprire dopo la mia morte".
La curiosità è troppa. Anka, dopo aver cercato di resistere, apre la busta e trova una lettera scritta dalla madre poco prima di morire, dove le rivela che in realtà Michal non è il suo vero padre.
Dopo questa rivelazione, però, Michal ed Anka non si allontanano, anzi: sembra venire alla luce un rapporto nascosto per tanto tempo. Forse Michal aveva sempre saputo che quella non era sua figlia; Anka aveva sempre provato strani sentimenti verso suo padre. Non si parla mai di amore, ma è certo che fra i due c'è molto più che un rapporto genitore-figlia.
Ma proprio quando la situazione sembra degenerare, quando Anka mette l'accento sul fatto di non essere più una figlia ma una donna cresciuta, Michal interrompe il gioco. La mattina seguente Michal esce di casa per andare a prendere il latte. Quando Anka se ne accorge, lo rincorre chiamandolo papà e gli rivela di aver scritto lei stessa la lettera, inventandosela. Insieme tornano a casa e bruciano la vera lettera scritta dalla madre di Anka, con l'intenzione di continuare a vivere come se la lettera non fosse mai esistita e forse con la falsa speranza che comunque al suo interno non ci fosse niente di importante. La lettera però non brucia completamente e Anka riesce a leggerne l'inizio: "Mia cara figlia, devo dirti una cosa importante. Michal non è ...".
Tra padre e figlia, l'onorare i rapporti non potrà più essere, d'ora in poi, una dogmatica formalità.

## Varie
Durante un viaggio in ascensore, i protagonisti incrociano il primario del Decalogo 2, interpretato sempre da Aleksander Bardini.
Il "testimone silenzioso", interpretato da Artur Barciś, stavolta è un ragazzo in kayak che incrocia lo sguardo di Anka quando sta per aprire la lettera e nuovamente quando Anka rincorre il papà.
L'acqua, elemento ricorrente del Decalogo, è in questo caso presente nello scherzo iniziale, nel fiume, attraversato in kayak dal personaggio muto, e nel lago del poster della camera di Anka.